# Rosenbach, Austria
Rosenbach (în slovenă Podrožca, denumirea veche Fužine) este un sat în municipalitatea Sankt Jakob im Rosental, districtul Villach-Land, landul Carintia din Austria.
Asezarea este amplasată pe drumul L56 și în apropierea autostrăzii A11 (Karawankenautobahn). Este ultima localitate austriacă înainte de intrarea în tunelul rutier Karawanken, situat la frontiera Austriei cu Slovenia. De asemenea, este ultima gară feroviară înainte de intrarea în tunelul feroviar Karawanken.
Rosenbach este construit într-un defileu despărțit de vârfuri cu înălțimile de 2.143 m și 1.836 m (vârful Golica din masivul Karawanken).